# RBX
RBX, pseudonimo di Eric Dwayne Collins (Long Beach, 20 giugno 1968), è un rapper statunitense.

## Discografia
Album solista
- 1995: The RBX Files
- 1999: No Mercy, No Remorse
- 2004: Ripp Tha Game Bloody: Street Muzic
- 2005: The Shining
- 2007: Broken Silence
- 2009: Unanimous (Promo EP)

Mixtape
- 2009: X2 : Digital Kush
- 2011: X3 : Calm Before The Storm
- 2012: X4 : Water For Sharks
- 2014: X5 : Immortal Instamentalz (The New Bloccmixx)